# شيغهارو موراتا
شيغهارو موراتا (باليابانية: 村田 重治) (9 أبريل 1909 - 26 أكتوبر 1942) كان ضابط طيار على قاذفة طوربيد في البحرية الإمبراطورية اليابانية خلال الحرب العالمية الثانية.